# FC Barcelona mùa giải 2008–09
Trong mùa giải 2008–09, FC Barcelona bắt đầu một kỷ nguyên mới với huấn luyện viên mới, cựu đội trưởng và huấn luyện viên Barcelona B Pep Guardiola, người đã dẫn dắt đội bóng đến cú ăn ba đầu tiên trong lịch sử bóng đá Tây Ban Nha. Sau khi bán đi những cầu thủ nổi tiếng như Deco và Ronaldinho, Barcelona đã chơi thứ bóng đá hấp dẫn trong suốt mùa giải, giành chức vô địch Copa del Rey, La Liga và UEFA Champions League. Đội bóng này được nhiều người coi là một trong những đội hình vĩ đại nhất trong lịch sử bóng đá.

## Tiền mùa giải
Thắng
      Hòa
      Thua
| 24 tháng 7 năm 2008 Giao hữu | Hibernian | 0–6    | Barcelona                                                          | Edinburgh, Scotland                                                                               |  |
| 19:45 BST                    |           | Report | Guðjohnsen 5', 17' · Messi 15' · Pedro 27' · Bojan 48' · Touré 69' | Sân vận động: Sân vận động Murrayfield Lượng khán giả: 23,390 Trọng tài: Craig Thomson (Scotland) |  |

| 26 tháng 7 năm 2008 Giao hữu | Dundee United | 1–5    | Barcelona                                   | Dundee, Scotland                                                                          |  |
| 16:00 BST                    | Buaben 26'    | Report | Henry 27' · Messi 51', 75', 78' · Eto'o 61' | Sân vận động: Tannadice Park Lượng khán giả: 13,000 Trọng tài: Dougie McDonald (Scotland) |  |

| 30 tháng 7 năm 2008 Memorial Artemio Franchi | Fiorentina  | 1–3    | Barcelona                                       | Florence, Ý                                                                                   |  |
| 20:45 CEST                                   | Pazzini 68' | Report | Touré 10' · Puyol 28' · Jeffrén 47' · Bojan 72' | Sân vận động: Stadio Artemio Franchi Lượng khán giả: 40,428 Trọng tài: Saccanni Dimantova (Ý) |  |

| 3 tháng 8 năm 2008 US Tour | Guadalajara                              | 2–5    | Barcelona                                                      | Chicago, Hoa Kỳ                                                         |  |
| 18:00 CDT                  | Padilla 58' · Araujo 69' · Hernández 88' | Report | Xavi 25' · Hleb 45' · Eto'o 48', 72' · Bojan 55' · Cáceres 89' | Sân vận động: Soldier Field Lượng khán giả: 40,717 Trọng tài: Alex Prus |  |

| 6 tháng 8 năm 2008 US Tour | New York Red Bulls       | 2–6    | Barcelona                                                         | East Rutherford, New Jersey, Hoa Kỳ                                             |  |
| 19:00 EST                  | Stammler 30' · Rojas 60' | Report | Xavi 17' · Eto'o 18', 43' · Márquez 24' · Jeffrén 80' · Pedro 85' | Sân vận động: Sân vận động Giants Lượng khán giả: 38,152 Trọng tài: Kevin Stott |  |

| 16 tháng 8 năm 2008 Joan Gamper Trophy | Boca Juniors                                            | 1–2    | Barcelona                                                           | Barcelona, Spain                                                          |  |
| 22:00 CEST                             | Castromán 44' · Vargas 52' · Roncaglia 55' · Viatri 72' | Report | Córcoles 30' · Busquets 57' · Piqué 89' · Puyol 90+2' · Eto'o 90+5' | Sân vận động: Camp Nou Lượng khán giả: 71,210 Trọng tài: González Vázquez |  |

### Copa Catalunya
| 9 tháng 9 năm 2008 Bán kết | Sant Andreu               | 3–1      | Barcelona    | La Ràpita, Tây Ban Nha                      |  |
|                            | Oriol 9', 77' · Martí 28' | Chi tiết | Busquets 20' | Sân vận động: La Devesa Trọng tài: Del Pino |  |

Nguồn: FC Barcelona

## Cầu thủ

### Thông tin đội hình
| S  | Vị trí   | Quốc tịch | Tên                       | Tuổi | EU     | Kể từ | Số trận | Bàn thắng | Kết thúc    | Giá chuyển nhượng | Ghi chú                             |
| -- | -------- | --------- | ------------------------- | ---- | ------ | ----- | ------- | --------- | ----------- | ----------------- | ----------------------------------- |
| 1  | [[\|GK]] | ESP       | Víctor Valdés (VC)        | 27   | EU     | 2002  | 260     | 0         | 2010        | Đội trẻ           |                                     |
| 2  | [[\|DF]] | URU       | Martín Cáceres            | 22   | Non-EU | 2008  | 0       | 0         | 2012        | €16.5M            |                                     |
| 3  | [[\|DF]] | ESP       | Gerard Piqué              | 22   | EU     | 2008  | 0       | 0         | 2012        | Đội trẻ           | Mua về từ Manchester United với €5M |
| 4  | [[\|DF]] | MEX       | Rafael Márquez            | 30   | EU     | 2003  | 200     | 8         | 2012        | €5M               |                                     |
| 5  | [[\|DF]] | ESP       | Carles Puyol (đội trưởng) | 31   | EU     | 1999  | 270     | 4         | 2010        | Đội trẻ           |                                     |
| 6  | [[\|MF]] | ESP       | Xavi (VC)                 | 29   | EU     | 1998  | 288     | 28        | 2014        | Đội trẻ           |                                     |
| 7  | [[\|FW]] | ISL       | Eiður Guðjohnsen          | 30   | EU     | 2006  | 72      | 13        | 2010        | €12M              |                                     |
| 8  | [[\|MF]] | ESP       | Andrés Iniesta (VC)       | 25   | EU     | 2002  | 211     | 17        | 2014        | Đội trẻ           |                                     |
| 9  | [[\|FW]] | CMR       | Samuel Eto'o              | 28   | EU     | 2004  | 108     | 78        | 2010        | €27M              |                                     |
| 10 | [[\|FW]] | ARG       | Lionel Messi              | 21   | EU     | 2004  | 109     | 54        | 2014        | Đội trẻ           |                                     |
| 11 | [[\|FW]] | ESP       | Bojan                     | 18   | EU     | 2007  | 54      | 12        | 2013        | Đội trẻ           |                                     |
| 13 | [[\|GK]] | ESP       | José Manuel Pinto         | 33   | EU     | 2008  | 3       | 0         | 2010        | €0.5M             |                                     |
| 14 | [[\|FW]] | FRA       | Thierry Henry             | 31   | EU     | 2007  | 59      | 31        | 2011        | €24M              |                                     |
| 15 | [[\|MF]] | MLI       | Seydou Keita              | 29   | EU     | 2008  | 0       | 0         | 2012        | €14M              |                                     |
| 16 | [[\|DF]] | BRA       | Sylvinho                  | 35   | EU     | 2004  | 92      | 3         | 2009        | €2M               |                                     |
| 18 | [[\|DF]] | ARG       | Gabriel Milito            | 28   | EU     | 2007  | 27      | 1         | 2011        | €17M              |                                     |
| 20 | [[\|DF]] | BRA       | Dani Alves                | 26   | EU     | 2008  | 0       | 0         | 2012        | €29M              |                                     |
| 21 | [[\|MF]] | BLR       | Alexander Hleb            | 28   | Non-EU | 2008  | 0       | 0         | 2012        | €15M              |                                     |
| 22 | [[\|DF]] | FRA       | Eric Abidal               | 29   | EU     | 2007  | 40      | 0         | 2011        | €15M              |                                     |
| 24 | [[\|MF]] | CIV       | Yaya Touré                | 26   | Non-EU | 2007  | 32      | 2         | 2012        | €9M               | Dưới Luật Bosman                    |
| 25 | [[\|GK]] | ESP       | Albert Jorquera           | 30   | EU     | 2003  | 17      | 0         | 2010        | Đội trẻ           |                                     |
| 27 | [[\|FW]] | ESP       | Pedro                     | 21   | EU     | 2008  | 2       | 0         | Undisclosed | Đội trẻ           |                                     |
| 28 | [[\|MF]] | ESP       | Sergio Busquets           | 20   | EU     | 2008  | 0       | 0         | 2013        | Đội trẻ           |                                     |
| 29 | [[\|DF]] | ESP       | Víctor Sánchez            | 21   | EU     | 2008  | 0       | 0         | Undisclosed | Đội trẻ           |                                     |

- Nguồn: FC Barcelona and footballdatabase.com

### Cầu thủ đến và đi

#### Đến
| Số | Vị trí | Quốc tịch | Tên      | Tuổi | EU     | Chuyển đến từ | Dưới dạng     | Thời điểm | Thời hạn | Phí chuyển nhượng       | TK            |
| -- | ------ | --------- | -------- | ---- | ------ | ------------- | ------------- | --------- | -------- | ----------------------- | ------------- |
| 15 | TV     | MLI       | Keita    | 28   | EU     |               | Chuyển nhượng | Mùa hè    | 2012     | €14M                    | Barcelona.cat |
| 3  | HV     | ESP       | Piqué    | 21   | EU     |               | Chuyển nhượng | Mùa hè    | 2012     | €5M                     | Barcelona.cat |
| 13 | TM     | ESP       | Pinto    | 32   | EU     |               | Chuyển nhượng | Mùa hè    | 2010     | €0.5M                   | Barcelona.cat |
| 2  | HV     | URU       | Cáceres  | 21   | Non-EU |               | Chuyển nhượng | Mùa hè    | 2012     | €16.5M                  | Barcelona.cat |
| 20 | HV     | BRA       | Alves    | 25   | EU     |               | Chuyển nhượng | Mùa hè    | 2012     | €29M + €6M in variables | Barcelona.cat |
| 21 | TV     | BLR       | Hleb     | 27   | Non-EU |               | Chuyển nhượng | Mùa hè    | 2012     | €11.8M                  | Barcelona.cat |
| 12 | HV     | BRA       | Henrique | 21   | Non-EU |               | Chuyển nhượng | Mùa hè    | 2013     | €8M + €2M in variables  | Barcelona.cat |
| 28 | TV     | ESP       | Busquets | 20   | EU     |               | Từ học viện   | Mùa hè    | 2013     | Tự do                   |               |

Tổng chi:   €88M

#### Đi
| Số | Vị trí | Quốc tịch | Tên        | Tuổi | EU     | Chyển đến | Dưới dạng         | Thời điểm | Phí chuyển nhượng          | TK            |
| -- | ------ | --------- | ---------- | ---- | ------ | --------- | ----------------- | --------- | -------------------------- | ------------- |
| 15 | HV     | BRA       | Edmílson   | 31   | EU     |           | Chấm dứt hợp đồng | Mùa hè    | Tự do                      | Barcelona.cat |
| 11 | HV     | ITA       | Zambrotta  | 31   | EU     |           | Chuyển nhượng     | Mùa hè    | €9M + €2M in variables     | Barcelona.cat |
| 17 | TĐ     | MEX       | Dos Santos | 19   | EU     |           | Chuyển nhượng     | Mùa hè    | €6M + €5M in variables     | Barcelona.cat |
| 21 | HV     | FRA       | Thuram     | 36   | EU     |           | Chấm dứt hợp đồng | Mùa hè    | Tự do                      | Barcelona.cat |
| 18 | TĐ     | ESP       | Ezquerro   | 31   | EU     |           | Chấm dứt hợp đồng | Mùa hè    | Tự do                      | Barcelona.cat |
| 20 | TV     | POR       | Deco       | 30   | EU     |           | Chuyển nhượng     | Mùa hè    | €10M                       | Barcelona.cat |
| 10 | TĐ     | BRA       | Ronaldinho | 28   | EU     |           | Chuyển nhượng     | Mùa hè    | €21M + €4M in variables    | Barcelona.cat |
| 12 | HV     | BRA       | Henrique   | 21   | Non-EU |           | Cho mượn →        | Mùa hè    | N/A                        | Barcelona.cat |
| 23 | HV     | ESP       | Oleguer    | 28   | EU     |           | Chuyển nhượng     | Mùa hè    | €3M + €2.25M in variables  | Barcelona.cat |
| 26 | TV     | ESP       | Crosas     | 20   | EU     |           | Chuyển nhượng     | Mùa hè    | €0.5M + €0.8M in variables | Barcelona.cat |

Tổng thu:   €49.5M